# Valterski Vrh
Valterski Vrh – wieś w Słowenii, w gminie Škofja Loka. W 2018 roku liczyła 8 mieszkańców.